# 别利昌
别利昌（羅馬化：Belichan）是俄罗斯马加丹州的市级镇，属苏苏曼区，地处马加丹州西部，位于区行政中心苏苏曼及州府马加丹西北方。科雷马河一支流阿扬尤里亚赫河流经该地。
建于1950年，1965年设市级镇。目前别利昌已无人居住，但统计人口时仍会统计在内。该地2021年人口有0人；2010年人口0；2002年人口32；1989年人口1,285。